# Meloe campanicollis
Meloe campanicollis är en skalbaggsart som beskrevs av Pinto och Selander 1970. Meloe campanicollis ingår i släktet Meloe och familjen oljebaggar. Inga underarter finns listade i Catalogue of Life.